# Jadaminy
Jadaminy (niem. Adamsgut) – wieś w Polsce, w województwie warmińsko-mazurskim, w powiecie olsztyńskim, w gminie Gietrzwałd.
W latach 1975–1998 miejscowość należała administracyjnie do województwa olsztyńskiego.

## Nazwa
12 lutego 1948 r. ustalono urzędową polską nazwę miejscowości – Jadaminy, określając drugi przypadek jako Jadamin, a przymiotnik – jadamiński.